# 陸奧國

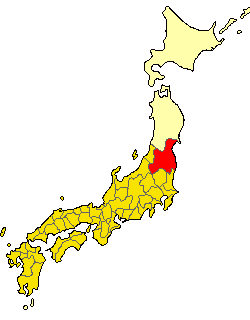
7世紀末～712年的領域

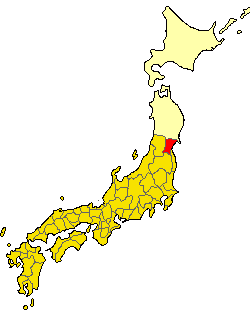
718年～724年的領域

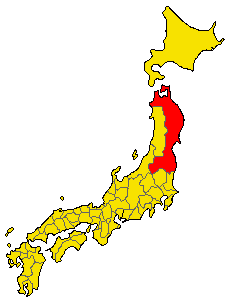
鎌倉時代～1869年的領域

1869年以後的陸奥國

陸奧國（日语：〔〕／〔〕 Mutsunokuni / Rikuōnokuni */?），又稱奧州，日本古代的令制國之一，屬東山道。陸奧國的領域在歷史上變動過4次，但就一般概念（即為時最久之鎌倉時代至1869年的領域）而言，其領域大約包含今日的福島縣、宮城縣、岩手縣、青森縣、秋田縣東北的鹿角市與小坂町。

## 沿革
陸奧國因為位於東山道的邊陲，所以最初稱為「道奧」（みちのおく），平安時代後改稱「陸奧」（みちのく）。

### 7世紀末～712年
陸奧國是在7世紀時由常陸国分出，最初的領域僅相當於今日東北地方南部區域。當時陸奧國以北是蝦夷領地，並未納入大和王權控制。具體範圍如下：
- 宮城縣的松島丘陵以南全境，計有：
  - 仙台平原南半部
  - 阿武隈川流域的盆地群
- 山形縣的奧羽山脈西側盆地群，計有：
  - 最上地方的新盆地
  - 村山地方的山形盆地
  - 置賜地方的米澤盆地
- 福島縣全境扣除東南隅的菊多郡（即現在的磐城市南部），計有
  - 濱通（該縣東部沿海區域）
  - 中通（該縣中部區域）
  - 會津地方

### 712年～718年
和銅五年（712年）時陸奧國最上川流域的最上郡（今日的最上地方及村山地方）與置賜郡（今日的置賜地方）分給新成立的出羽国（現在內地方），僅餘上述的宮城縣境和福島縣境。

### 718年～724年
養老二年（718年）陸奧国再分出石城國和石背國，此時陸奧國的領域只剩下阿武隈川下游北岸到宮城縣中部的狹小範圍。不過養老六年（722年）開始到神龜元年（724年）的這一段期間，石城國與石背國又陸續併回陸奧國，而且前述的菊多郡也納入陸奧國所領。

### 1869年～廢藩置縣
明治元年十二月七日（1869年1月19日）將面積廣大的陸奧國和出羽國各自分割成幾個小國，其中陸奧國共拆分為陸奧國、陸中國、陸前國、岩代國、磐城國等5個部份。此時陸奧國的領域相當於今日青森縣加上岩手縣西北的二戶郡，離7世紀設置之初的陸奧國有300公里之遙。隨著明治維新如火如荼的推展，中央集權已是大勢所趨，於是明治四年七月十四日（1871年8月29日）正式宣布廢藩置縣，陸奧國的領域納入青森縣與岩手縣所領。

## 郡

### 延喜式的郡
| - 膽澤郡 - 白河郡 - 磐瀨郡 - 会津郡 - 耶麻郡 | - 安積郡 - 安達郡 - 信夫郡 - 刈田郡 - 柴田郡 | - 名取郡 - 菊田郡 - 磐城郡 - 標葉郡 - 行方郡 | - 宇多郡 - 江刺郡 - 伊具郡 - 亘理郡 - 宮城郡 | - 黑川郡 - 賀美郡 - 色麻郡 - 玉造郡 - 志太郡 | - 栗原郡 - 磐井郡 - 長岡郡 - 新田郡 - 大沼郡 | - 小田郡 - 遠田郡 - 氣仙郡 - 牡鹿郡 - 登米郡 | - 桃生郡 |

### 明治期陸奧国的郡
- 津輕郡
- 北郡（日语：北郡）
- 三戶郡
- 二戶郡